# (263255) Jultayu
(263255) Jultayu est un astéroïde de la ceinture principale.

## Description
(263255) Jultayu est un astéroïde de la ceinture principale. Il fut découvert le 25 janvier 2008 à La Cañada par Juan Lacruz. Il présente une orbite caractérisée par un demi-grand axe de 2,64 UA, une excentricité de 0,06 et une inclinaison de 4,9° par rapport à l'écliptique.

## Compléments